# أندي ميليغان
أندي ميليغان (بالإنجليزية: Andy Milligan)‏ هو كاتب مسرحي ومنتج أفلام وكاتب سيناريو ومصور سينمائي ومونتير ومخرج وممثل أمريكي، ولد في 12 فبراير 1929 بسانت بول في الولايات المتحدة، وتوفي في 3 يونيو 1991 بلوس أنجلوس في الولايات المتحدة بسبب إيدز.

## وصلات خارجية
- أندي ميليغان على موقع IMDb (الإنجليزية)
- أندي ميليغان على موقع ألو سيني (الفرنسية)
- أندي ميليغان على موقع أول موفي (الإنجليزية)
- أندي ميليغان على موقع قاعدة بيانات الفيلم (الإنجليزية)
- أندي ميليغان على موقع كينوبويسك (الروسية)